# Горњи Сређани
Горњи Сређани су насељено место у саставу општине Дежановац у Бјеловарско-билогорској жупанији, Република Хрватска.

## Историја
До територијалне реорганизације у Хрватској налазили су се у саставу старе општине Дарувар.

## Становништво
На попису становништва 2011. године, Горњи Сређани су имали 265 становника.

## Попис1991.
На попису становништва 1991. године, насељено место Горњи Сређани је имало 329 становника, следећег националног састава:
| Попис 1991.‍  | Попис 1991.‍  | Попис 1991.‍ | Попис 1991.‍ | Попис 1991.‍ |
| ------------ | ------------ | ----------- | ----------- | ----------- |
|              |              |             |             |             |
| Хрвати       | Хрвати       |             | 167         | 50,75%      |
| Чеси         | Чеси         |             | 119         | 36,17%      |
| Југословени  | Југословени  |             | 15          | 4,55%       |
| Мађари       | Мађари       |             | 12          | 3,64%       |
| Италијани    | Италијани    |             | 3           | 0,91%       |
| Срби         | Срби         |             | 3           | 0,91%       |
| Руси         | Руси         |             | 1           | 0,30%       |
| неопредељени | неопредељени |             | 4           | 1,21%       |
| непознато    | непознато    |             | 5           | 1,51%       |
| укупно: 329  |              |             |             |             |